# Віллі Серенсен
Віллі Серенсен (дан. Villy Sørensen; нар. 13 січня 1929, Фредеріксберг — пом. 16 грудня 2001, Копенгаген) — данський письменник, перекладач, філософ.

## Життєпис
Віллі Серенсен народився 1929 року в родині машиніста. Вивчав філософію в Копенгагенському та Фрайбурзькогму університетах, курсу не закінчив.
Як письменник дебютував збіркою оповідань-притч Дивні історії (1953), який вітчизняна критика вважає початком данського модернізму. У 1959–1963 роках разом з Клаусом Ріфбьоргом видавав журнал Роза вітрів. Крім прози, автор книг про Ніцше, Вагнера, Кафку, Шопенгауер, Сенеку, К'єркегор. Перекладав Еразма, братів Грімм, Кафку тощо.

## Твори
- Дивні історії / Sære historier, 1953
- Невинні історії / Ufarlige historier, 1955
- Поети та демони / Digtere og dæmoner: Fortolkninger og vurderinger, 1959 (есе)
- Ані-ані / Hverken-eller: Kritiske betragtningen, 1961 (полеміка з Або-або К'єркеґора)
- Ніцше / Nietzsche, 1963
- Formynderfortællinger, 1964
- Творчість Кафки / Kafkas digtning, 1968
- Шопенгауер / Schopenhauer, 1969
- Між минулим і майбутнім / Mellem fortid og fremtid, 1969
- Засоби без цілі / Midler uden mål, 1971
- Uden mål — og med, moralske tanker, 1973
- Сенека / Seneca, 1976
- Бунт центру / Oprør fra midten, 1978 (політологічне есе, у співавторстві)
- Золота середина / Den gyldne middelvej, og andre debatindlæg i 1970erne, 1979
- Vejrdage, betragtninger 1980
- Alladin, 1981 (у співавторстві)
- Рагнарьок, загибель богів/ Ragnarok, en gudefortælling, 1982
- Røret om oprøret, 1982 (у співавторстві)
- En gudedrøm, ballet for Nyt Danske Danseteater, 1984
- De mange og De enkelte og andre småhistorier, 1986
- Демократія та мистецтво / Demokratiet og kunsten, 1988
- Tilløb: dagbog 1949-53, 1988
- Видатний Одіссей / Den berømte Odysseus, 1988 (у співавторстві)
- Apollons oprør: de udødeliges historie, 1989
- Forløb: dagbog 1953-61, 1990
- Вільна воля / Den frie vilje, 1992
- Ісус і Христос/ Jesus og Kristus, 1992
- Perioder: dagbog 1961-74, 1993
- Історія про Едіпа / Historien om Ødipus, 1995 (у співавторстві)
- Blot en drengestreg, 1996 (у співавторстві)
- På egne veje, 2000
- Самотній птах / En ensom fugl, 2000
- 55 bagateller: prosatekster, 2002
- Sørensen om Andersen (2004)
- Sørensen om Kierkegaard (2007)

## Визнання
Член Данської академії (1965). Почесний доктор Копенгагенського університету. Велика премія Данської академії (1962). Літературна премія Північної Ради (1974). Премія імені Г. К. Андерсена (1983). Літературна премія Шведської академії (1986, перший лауреат).
Проза і праці перекладені англійською, французькою, шведською, чеською та іншими мовами.